# Jasmine
Jasmine (jap. ジャスミン Jasumin; ur. 19 maja 1989 w Tokio) – japońska piosenkarka R&B. Jej prawdziwe imię to Asumi (jap. あすみ).

## Dyskografia

### Single
| Data wydania | Tytuł                | Miejsce na liście |
| ------------ | -------------------- | ----------------- |
| 2009-06-24   | „Sad to Say”         | 10                |
| 2009-10-28   | „No More”            | 15                |
| 2010-03-03   | „This is Not a Game” | 23                |
| 2010-04-07   | „Jealous”            | 20                |
| 2010-05-15   | „Dreamin”            |                   |